# Baie des Glaçons
Baie des Glaçons är en vik i Antarktis. Den ligger i Östantarktis. Frankrike gör anspråk på området.